# Сесар Лопес Фретас
Сесар Аугусто Лопес Фретас (ісп. César Augusto López Fretes, 21 березня 1923, Асунсьйон — 13 липня 2001, Перейра) — парагвайський футболіст, що грав на позиції нападника, зокрема за клуби «Олімпія» (Асунсьйон) та «Депортіво Перейра», а також національну збірну Парагваю. Дворазовий чемпіон Парагваю. По завершенні ігрової кар'єри — тренер. 

## Клубна кар'єра
У футболі дебютував 1943 року виступами за команду «Атлантіда». Провів в її складі два сезони.
Згодом захищав кольори команди «Олімпія» (Асунсьйон).
1951 року перейшов до клубу «Депортіво Перейра». Завершив професійну кар'єру футболіста виступами за команду «Олімпія» (Асунсьйон), повернувшись до її складу 1953-го року.

## Виступи за збірну
1947 року дебютував в офіційних матчах у складі національної збірної Парагваю. Протягом кар'єри у національній команді провів у її формі 18 матчів, забивши 4 голи.
У складі збірної був учасником двох чемпіонатів Південної Америки: 1947 року в Еквадорі, 1949 року у Бразилії.
У складі збірної був учасником чемпіонату світу 1950 року у Бразилії, де зіграв зі Швецією (2-2) та Італією (0-2).

## Кар'єра тренера
Розпочав тренерську кар'єру, повернувшись до футболу після невеликої перерви, 1955 року, очоливши тренерський штаб збірної Парагваю.
1964 року став головним тренером команди «Атлетіко Насьйональ», тренував команду з Медельїна один рік.
Згодом у 1966 році очолював тренерський штаб збірної Колумбії.
1970 року знову прийняв пропозицію попрацювати зі збірною Колумбія. 
Протягом одного року, починаючи з 1974, був головним тренером команди «Атлетіко Насьйональ».
Протягом тренерської кар'єри також очолював «Депортіво Перейра» та «Уніон Магдалена».
Останнім місцем тренерської роботи був клуб «Депортес Толіма», головним тренером команди якого Сесар Лопес Фретас був протягом 1979 року.
Помер 13 липня 2001 року на 79-му році життя у місті Перейра.

## Титули і досягнення
Гравець
- Чемпіон Парагваю (2):

«Олімпія» (Асунсьйон): 1947, 1948
- Срібний призер Чемпіонату Південної Америки: 1947, 1949

Тренер
- Бронзовий призер Ігор Центральної Америки та Карибського басейну: 1970
- Срібний призер Панамериканських ігор: 1971